# Liste der Biografien/Wed
Liste der Biografien |
Portal Biografien |
Personensuche
# |
A |
B |
C |
D |
E |
F |
G |
H |
I |
J |
K |
L |
M |
N |
O |
P |
Q |
R |
S |
T |
U |
V |
W |
X |
Y |
Z |
?
 
Wa |
Wc |
Wd |
We |
Wh |
Wi |
Wj |
Wl |
Wn |
Wo |
Wr |
Ws |
Wt |
Wu |
Ww |
Wy |
Wz
 
Wea |
Web |
Wec |
Wed |
Wee |
Wef |
Weg |
Weh |
Wei |
Wej |
Wek |
Wel |
Wem |
Wen |
Weo |
Wep |
Wer |
Wes |
Wet |
Weu |
Wev |
Wew |
Wex |
Wey |
Wez
Die Liste der Biografien führt alle Personen auf, die in der deutschsprachigen Wikipedia einen Artikel haben. Dieses ist eine Teilliste mit 359 Einträgen von Personen, deren Namen mit den Buchstaben „Wed“ beginnt.

## Wed

### Weda
- Wedau, Marcus (* 1975), deutscher Fußballspieler

### Wedb
- Wedberg, Tom (* 1953), schwedischer Schachspieler und -journalist

### Wedd
- Wedde, Johannes (1843–1890), deutscher Politiker und Theoretiker
- Wedde, Wilhelm (1890–1955), deutscher Politiker (CDU)
- Wedde, Wulf (* 1937), deutscher Brigadegeneral der Bundeswehr
- Weddell, Alexander W. (1876–1948), US-amerikanischer Diplomat, Lokalhistoriker und Autor
- Weddell, Hugh Algernon (1819–1877), britischer Arzt und Botaniker
- Weddell, James (1787–1834), britischer Seefahrer und WalfängerJames Weddell (1787–1834)

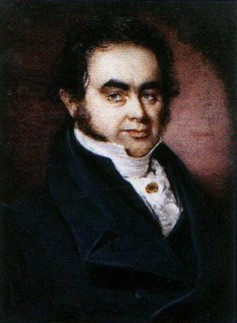
James Weddell (1787–1834)

- Weddell, Mimi (1915–2009), US-amerikanische Schauspielerin
- Wedderburn, Alexander (1942–2018), schottischer reformierter Theologe
- Wedderburn, Alexander, 1. Earl of Rosslyn (1733–1805), britischer Jurist, Politiker und Lordkanzler
- Wedderburn, Bill (1927–2012), britischer Politiker der Labour Party und Hochschullehrer
- Wedderburn, Dorothy (1925–2012), britische Soziologin und Hochschullehrerin
- Wedderburn, James († 1553), schottischer Dichter
- Wedderburn, James (* 1938), barbadischer Leichtathlet der Westindischen Föderation
- Wedderburn, Joseph (1882–1948), schottischer Mathematiker
- Wedderburn, Robert (1947–1975), britischer Statistiker
- Wedderburn-Goodison, Nia (* 2005), britische Sprinterin
- Wedderkamp, Johann Heinrich (1678–1733), deutscher lutherischer Theologe und Generalsuperintendent der Generaldiözese Bockenem
- Wedderkop, Adèle von (* 1792), schwedische Kanonissin und Malerin
- Wedderkop, Arved von (1873–1954), deutscher Offizier, Klosterpropst in Uetersen
- Wedderkop, Cordelia von (1774–1841), schwedische Malerin und Zeichnerin
- Wedderkop, Curt von (1871–1938), deutscher Offizier
- Wedderkop, Elisabeth von (1874–1958), deutsche Stifterin und Gutsbesitzerin
- Wedderkop, Friedrich Christian von (1697–1756), holstein-gottorfischer Minister, General-Postmeister, Amtmann von Tremsbüttel, Operndirektor und Ritter des Alexandriner Ordens
- Wedderkop, Gabriel (1644–1696), deutscher evangelischer Geistlicher
- Wedderkop, Georg Conrad von (1765–1841), deutscher Domherr und Landrat
- Wedderkop, Gottfried von (1689–1741), dänischer Amtmann, Landrat und Diplomat; Domherr in Lübeck
- Wedderkop, Hermann von (1875–1956), deutscher Schriftsteller und Übersetzer
- Wedderkop, Johann Ludwig von (1724–1777), deutscher Verwaltungsjurist, letzter Gottorfischer Generalerbpostmeister sowie Regierungspräsident des Fürstbistums Lübeck
- Wedderkop, Julius von (1849–1921), preußischer Generalmajor, Hofbeamter in Oldenburg
- Wedderkop, Ludwig von (1807–1882), deutscher Richter und Parlamentarier
- Wedderkop, Magnus von (1637–1721), deutscher Rechtsgelehrter, schleswig-holsteinischer Staatsmann und Politiker
- Wedderkop, Magnus von (1717–1771), königlich schwedischer Oberkammerherr und Hofmarschall, Domherr in Lübeck
- Wedderkop, Magnus von (1758–1825), deutscher Offizier in schwedischen Diensten, Gutsbesitzer und Landrat im Herzogtum Schleswig
- Wedderkop, Magnus von (1830–1907), Oberamtsrichter in Eutin und Kammerherr am Oldenburgischen Hof
- Wedderkop, Magnus von (1864–1929), deutscher Jurist und Museumsjustiziar, der als Publizist zur französischen Literatur und Kunstgeschichte wirkte
- Wedderkop, Magnus von (1882–1962), deutscher Generalleutnant
- Wedderkop, Theodor von (1802–1887), deutscher Jurist und Schriftsteller
- Wedderkopf, Anna Catharina (1715–1786), Geschäftsfrau, Frauenrechtlerin
- Wedderkopf, Carl (1885–1961), deutscher Kommunalpolitiker (SPD), Oberbürgermeister von Freital
- Wedderkopp, Annika (* 2004), dänische Sängerin und Schauspielerin
- Wedderwille, Adolf (1895–1947), deutscher Politiker (NSDAP), MdR, Kreisleiter in Lippe
- Wedderwille, Wilhelm (* 1893), deutscher Politiker (NSDAP)
- Weddig, Christian August von (1772–1826), deutscher Offizier und Kommandeur des bremischen Bataillons
- Weddig, Max von (1848–1920), preußischer Generalmajor
- Weddig-Dettenberg, Ebba (* 1908), deutsche Malerin und Grafikerin
- Weddige, Anton (1843–1932), deutscher Chemiker
- Weddige, Carl (1815–1862), deutsch-niederländischer Porträt- und Genremaler sowie Lithograf der Düsseldorfer Schule
- Weddige, Karsten, deutscher Paläontologe und Geologe
- Weddige-Degenhard, Dörthe (* 1949), deutsche Politikerin (SPD), MdL
- Weddigen, Otto (1851–1940), deutscher Schriftsteller und Literaturhistoriker
- Weddigen, Otto (1882–1915), deutscher U-Boot Kommandant, KapitänleutnantOtto Weddigen (1882–1915)

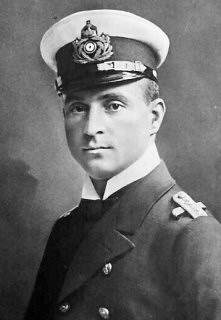
Otto Weddigen (1882–1915)

- Weddigen, Peter Florens (1758–1809), deutscher Publizist
- Weddigen, Tristan (* 1969), Schweizer Kunsthistoriker
- Weddigen, Walter (1895–1978), deutscher Jurist, Nationalökonom und Hochschullehrer
- Wedding, Bruno (1869–1931), deutscher Diplomat
- Wedding, Hermann (1834–1908), deutscher Metallurg und Professor für Eisenhüttenkunde
- Wedding, Johann Friedrich (1759–1830), deutscher Bauingenieur und Hüttenbaudirektor
- Wedding, Johann Wilhelm (1798–1872), deutscher Architekt und Hochschullehrer
- Wedding, Karl (1867–1952), deutscher Vizeadmiral der Kaiserlichen Marine
- Wedding, Ryan (* 1981), kanadischer Snowboarder
- Wedding, Wilhelm (1861–1932), deutscher Naturwissenschaftler und Hochschullehrer
- Wedding, Wilhelm Carl Johann (1830–1908), deutscher Maschinenbau-Ingenieur und Unternehmer
- Weddle, Eric (* 1985), US-amerikanischer American-Football-Spieler

### Wede
- Wede, Petra (* 1969), deutsche Radiomoderatorin und niederdeutsche Autorin
- Wedecki, Witold (* 1944), polnischer Prosaschriftsteller
- Wedegärtner, Jochen (1942–2013), deutscher Drehbuchautor und Schriftsteller
- Wedego von Wedel († 1324), pommerscher Hofmarschall und Heerführer
- Wedeke, Johann Christoph (1755–1815), deutscher evangelischer Theologe
- Wedekin, Eduard Jakob (1796–1870), Bischof von HildesheimEduard Jakob Wedekin (1796–1870)

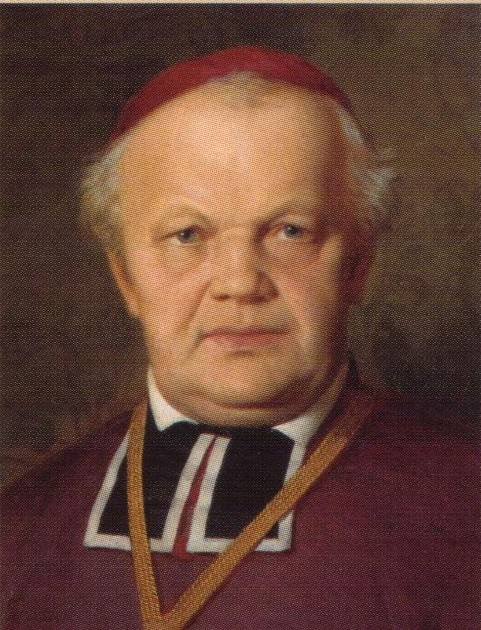
Eduard Jakob Wedekin (1796–1870)

- Wedekind I. von Minden († 1261), Bischof von Minden (1253–1261)
- Wedekind von Holte († 1313), Domherr in Minden, Domscholaster in Köln
- Wedekind, Angelika, deutsche Schauspielerin
- Wedekind, Anton Christian (1763–1845), deutscher Historiker und Verwaltungsjurist
- Wedekind, Arnd Freiherr von (1919–1943), deutscher Widerstandskämpfer im Nationalsozialismus
- Wedekind, August (1890–1955), deutscher Politiker (SPD), MdL
- Wedekind, Axel (* 1975), deutscher Schauspieler
- Wedekind, Beate (* 1951), deutsche Journalistin, Autorin, Eventmanagerin und TV-Produzentin
- Wedekind, Christoph Friedrich (1709–1777), deutscher Dichter
- Wedekind, Claudia (1942–2015), deutsche Schauspielerin
- Wedekind, Claus (* 1966), Schweizer Biologe
- Wedekind, Dieter (1922–2014), deutscher Kameramann
- Wedekind, Donald (1871–1908), deutsch-schweizerischer Schriftsteller
- Wedekind, Edgar (1870–1938), deutscher Chemiker und Hochschullehrer
- Wedekind, Eduard (1805–1885), deutscher Politiker
- Wedekind, Eduard Ludwig (1804–1861), deutscher Schulmann, Pädagoge und Historiker
- Wedekind, Erika (1868–1944), deutsche Opernsängerin (Sopran)
- Wedekind, Frank (1864–1918), deutscher Schriftsteller, Dramatiker und SchauspielerFrank Wedekind (1864–1918)

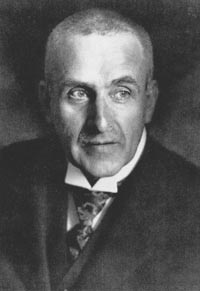
Frank Wedekind (1864–1918)

- Wedekind, Franz Ignaz (1710–1782), deutscher Rechtswissenschaftler und Hochschullehrer
- Wedekind, Friedrich Wilhelm (1816–1888), deutscher Arzt und Immobilienmakler
- Wedekind, Georg Joseph (1739–1789), deutscher Rechtswissenschaftler und Hochschullehrer
- Wedekind, Georg von (1761–1831), deutscher Arzt und Revolutionär
- Wedekind, Georg von (1825–1899), deutscher Politiker (DFP), Landtagsabgeordneter Großherzogtum Hessen, MdR
- Wedekind, Georg Wilhelm von (1796–1856), deutscher Forstmann
- Wedekind, Günther (* 1929), deutscher Kameramann
- Wedekind, Hartmut (* 1935), deutscher Informatiker
- Wedekind, Hartmut (* 1964), deutscher Schwimmer
- Wedekind, Hermann (1910–1998), deutscher Tenor, Schauspieler und Theaterregisseur
- Wedekind, Imke (* 1984), deutsche Volleyballspielerin
- Wedekind, Joachim (1925–1963), deutscher Schauspieler, Hörspielautor und Drehbuchautor
- Wedekind, Johann Heinrich (1674–1736), deutscher Porträtmaler in Schweden und Russland
- Wedekind, Kadidja (1911–1994), deutsche Schriftstellerin, Journalistin, Illustratorin und Schauspielerin
- Wedekind, Karl (1809–1881), deutsch-italienischer Kaufmann und hannoverscher Konsul
- Wedekind, Kurt, deutscher Turner
- Wedekind, Max, deutscher Verleger und Jurist
- Wedekind, Michael (* 1941), deutscher Theaterregisseur
- Wedekind, Pamela (1906–1986), deutsche Schauspielerin, Sängerin und ÜbersetzerinPamela Wedekind (1906–1986)

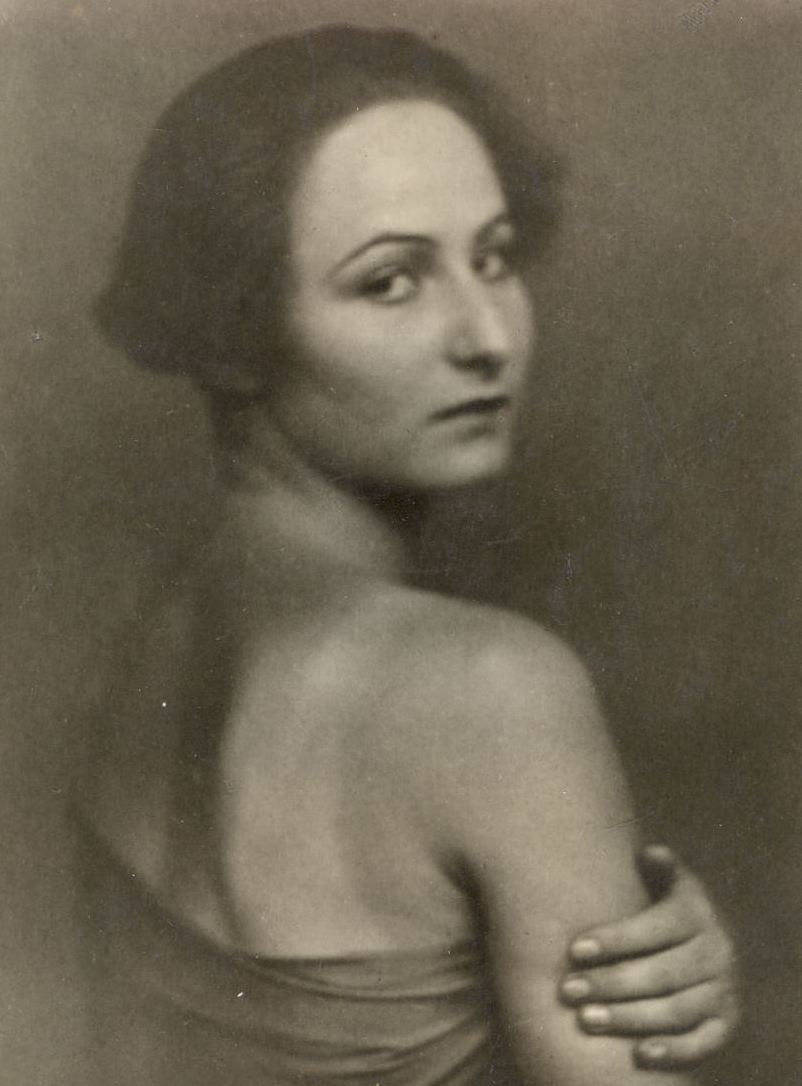
Pamela Wedekind (1906–1986)

- Wedekind, Rudolf (1716–1778), evangelischer Theologe (Alttestamentler) und Hochschullehrer
- Wedekind, Rudolf (1883–1961), deutscher Paläontologe und Hochschullehrer
- Wedekind, Rudolf (1938–2016), deutscher Politiker (CDU), MdL, MdEP
- Wedekind, Tilly (1886–1970), deutsche Schauspielerin
- Wedekind, Viola (* 1978), deutsche SchauspielerinViola Wedekind (* 1978)

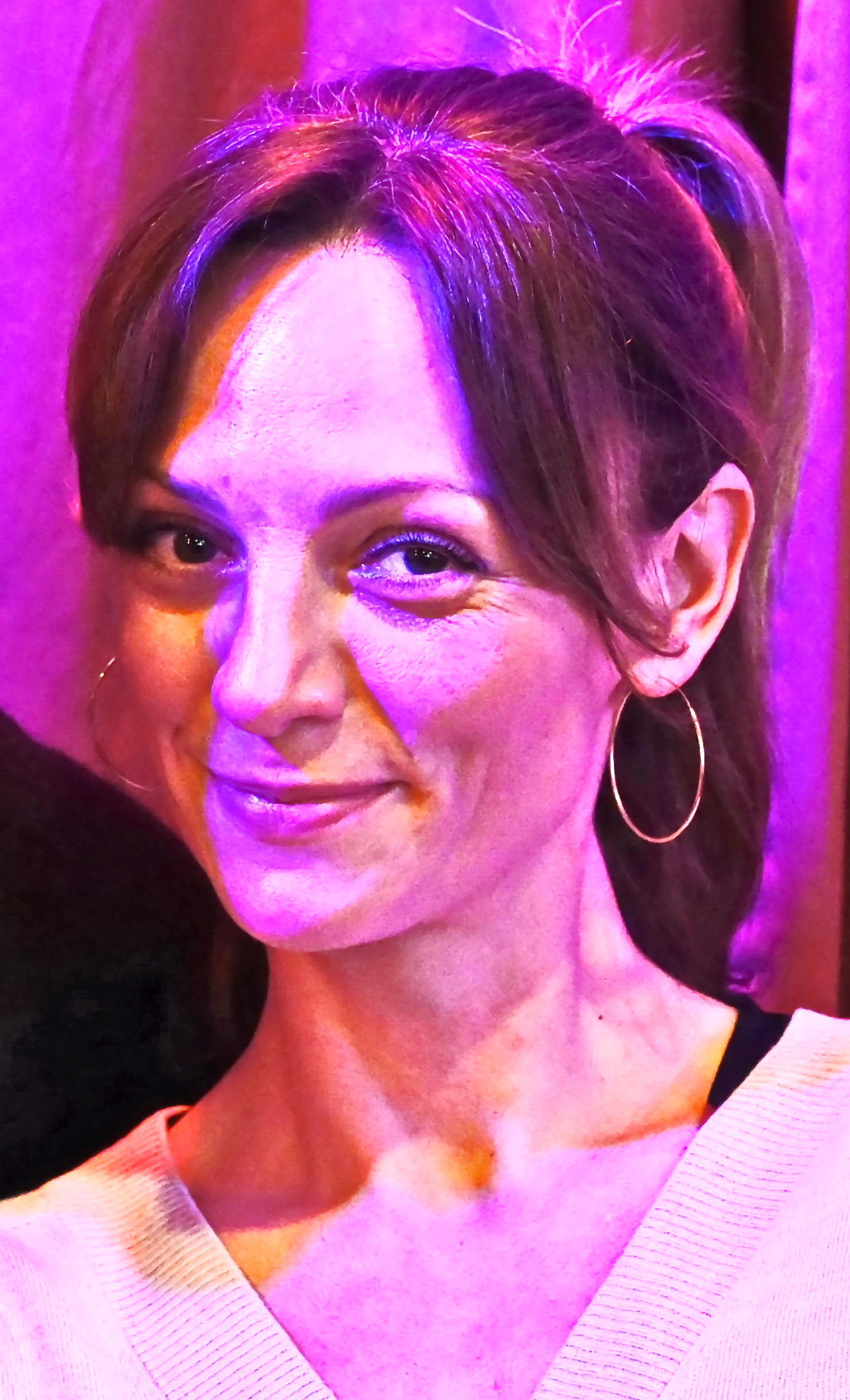
Viola Wedekind (* 1978)

- Wedekind, Wilhelm von (1830–1914), deutscher Politiker, Landtagsabgeordneter Großherzogtum Hessen
- Wedekind-Kammerer, Emilie (1840–1916), deutsche Schauspielerin und Sängerin, Mutter von Frank Wedekind
- Wedekind-Pariselle, Anna P. (1890–1979), deutsche Modejournalistin, Chefredakteurin und Ratgeberautorin
- Wedeking, August Wilhelm (1807–1875), deutscher Porträtmaler und Fotograf
- Wedeking, Jürgen (* 1935), deutscher Marathonläufer
- Wedel Jarlsberg, Fritz (1855–1942), norwegischer Jurist und Diplomat
- Wedel Parlow, Wolf Christian von (* 1937), deutscher Volkswirt und Autor
- Wedel, Alfred von (1833–1890), deutscher Adliger, Königlich Hannoverscher Kammerherr und Schlosshauptmann
- Wedel, Anton Franz von (1707–1788), preußischer Kammerherr, geheimer Kriegsrat sowie Erbherr auf Evenburg, Nesse und Gödens (seit 1776 Graf von Wedel)
- Wedel, Artem (1770–1808), ukrainischer Komponist
- Wedel, Benjamin (1673–1736), deutscher Buchhändler und Verleger
- Wedel, Bernd von (1893–1959), deutscher Gutsbesitzer, Fidelkommissherr auf Blankensee, Charlottenhof und Fürstensee, Stahlhelm-Landesführer, Herausgeber und Offizier
- Wedel, Bodo von (1891–1969), Reichsbankdirektor
- Wedel, Botho von (1862–1943), deutscher Diplomat, Botschafter in Österreich (1916–1919)
- Wedel, Carl Heinrich von (1712–1782), preußischer Generalleutnant und Kriegsminister
- Wedel, Carl von (1790–1853), deutscher Justizangestellter und Minister
- Wedel, Carola (* 1953), deutsche Filmemacherin, Redakteurin, Moderatorin und Buchautorin
- Wedel, Christoph von (1584–1672), Landrat in Pommern
- Wedel, Daniel (* 1965), dänischer Autor und Regisseur
- Wedel, Dieter (1939–2022), deutscher Regisseur und DrehbuchautorDieter Wedel (1939–2022)

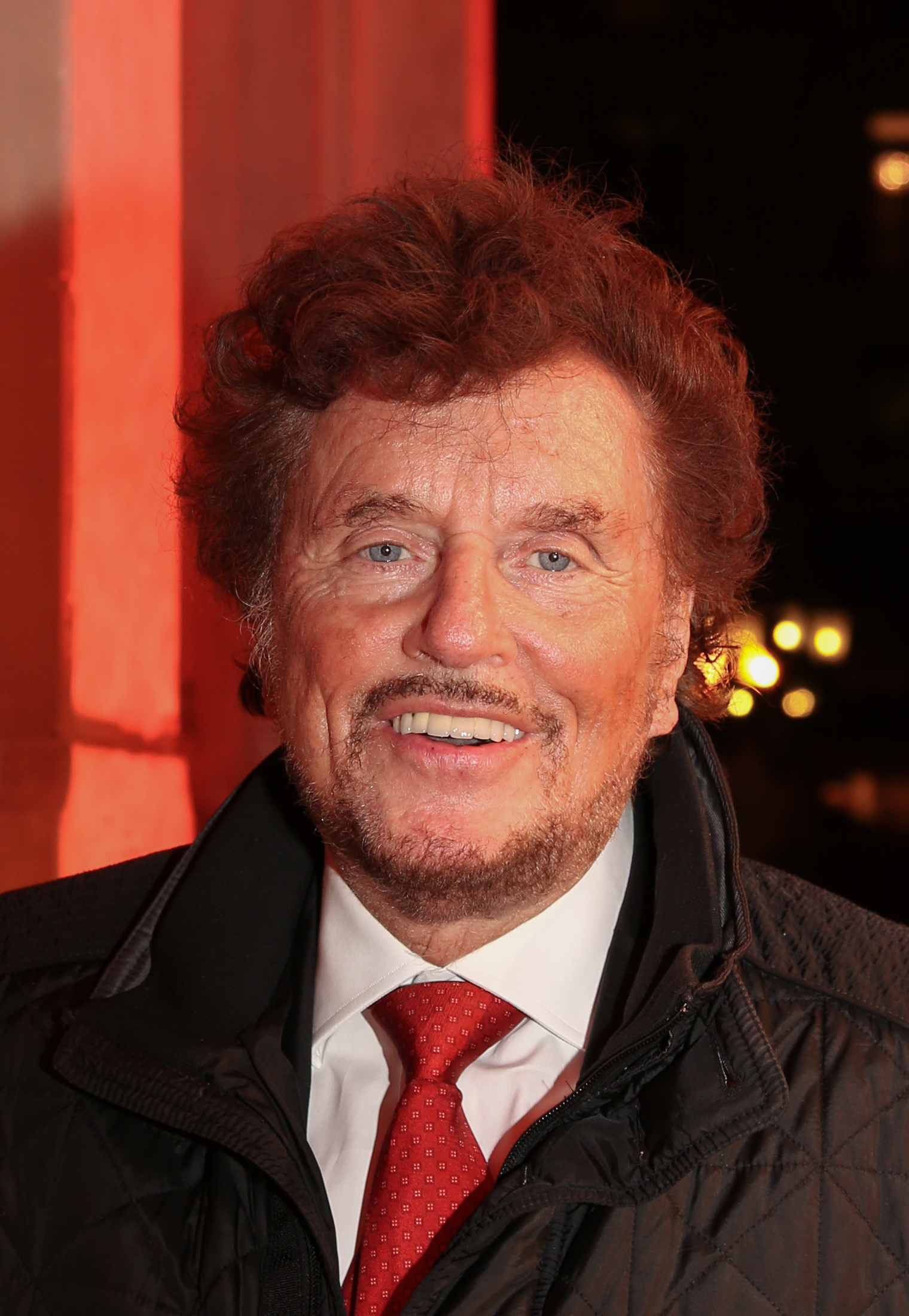
Dieter Wedel (1939–2022)

- Wedel, Diether von (1910–1983), persönlicher Adjutant des deutschen Reichsministers für Volksaufklärung und Propaganda
- Wedel, Dirk (* 1974), deutscher Richter und Politiker (FDP), MdL
- Wedel, Eduard Leo von (1803–1868), preußischer Oberst und erster Direktor des Militär-Reit-Instituts in Hannover
- Wedel, Emil von (1886–1970), deutscher Elektroingenieur und Verwaltungsbeamter
- Wedel, Erhard Graf von (1879–1955), deutscher Diplomat
- Wedel, Erhard Gustav von (1756–1813), königlich preußischer, holländischer und zuletzt französischer Generalmajor
- Wedel, Erhard von (1828–1885), deutscher Adliger, Königlich Hannoverscher Kammerherr und Schlosshauptmann
- Wedel, Ernst Eduard Ludwig (1804–1877), deutscher Mediziner und praktischer Arzt in Jena
- Wedel, Ernst von (1825–1896), pommerscher Landwirt und Mitglied des Preußischen Herrenhauses
- Wedel, Ernst von (1838–1913), hannoverscher Premierleutnant, Kammerherr, später Oberstallmeister am Hof in Berlin
- Wedel, Ernst von (1844–1910), preußischer Rittergutsbesitzer, Stiftshauptmann und Politiker, MdH
- Wedel, Erwin (1926–2018), deutscher Slawist
- Wedel, Ewald Joachim von (1676–1750), preußischer Justizjurist, Präsident des Hofgerichts Stettin
- Wedel, Friedrich Wilhelm von (1798–1872), oldenburgischer Generalleutnant und Kriegsminister
- Wedel, Fritz (1916–1964), deutscher Politiker (FDP/DPS), MdL, MdB
- Wedel, Georg Vivigenz von (1710–1745), preußischer Oberstleutnant
- Wedel, Georg Wolfgang (1645–1721), deutscher Mediziner und Alchemist
- Wedel, Gudrun (* 1949), deutsche Historikerin
- Wedel, Gustav von (1826–1891), preußischer Generalmajor
- Wedel, Gustav Wilhelm von (1641–1717), dänischer Feldmarschall, Münsterländer General
- Wedel, Hans Albrecht (1888–1917), deutscher Marineflieger im Ersten Weltkrieg
- Wedel, Hasso von (1859–1935), preußischer Generalleutnant im Ersten Weltkrieg
- Wedel, Hasso von (1898–1961), deutscher Offizier, zuletzt Generalmajor sowie Leiter der WehrmachtpropagandaHasso von Wedel (1898–1961)

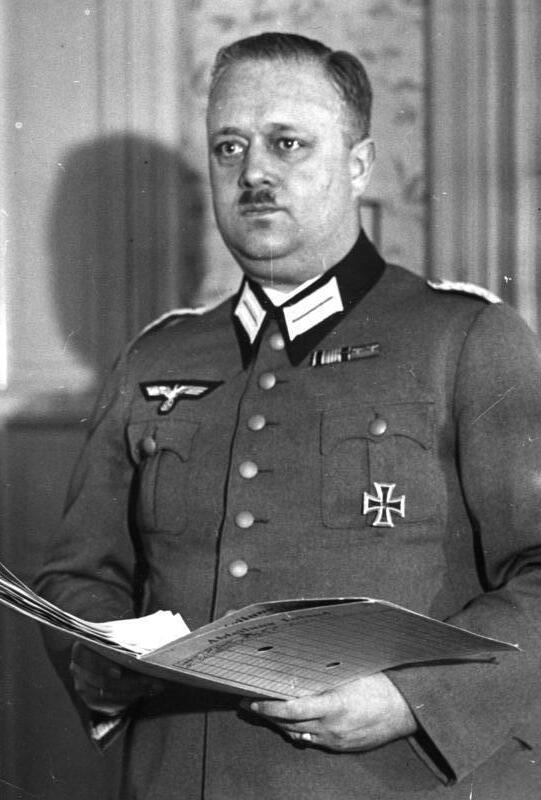
Hasso von Wedel (1898–1961)

- Wedel, Hasso von (* 1943), deutscher Audiologe und Hochschullehrer
- Wedel, Hedda von (* 1942), deutsche Juristin und Politikerin (CDU), MdBHedda von Wedel (* 1942)

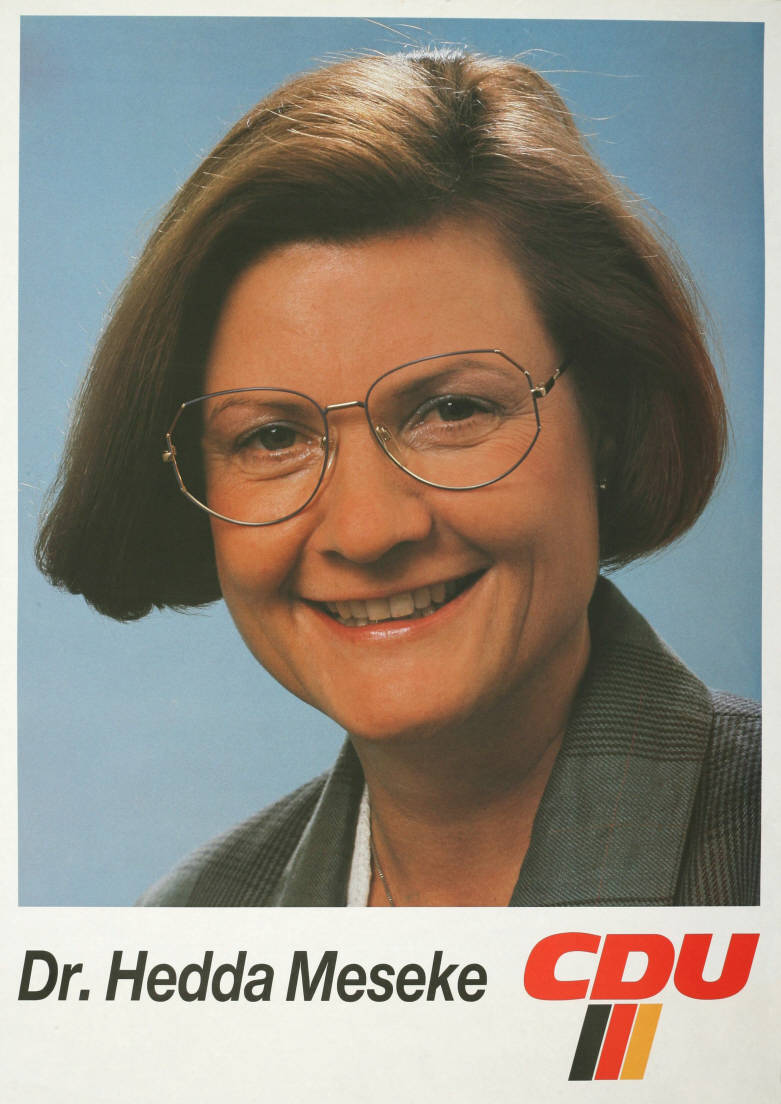
Hedda von Wedel (* 1942)

- Wedel, Heima von (1902–1992), deutsche Malerin und Grafikerin
- Wedel, Heinrich Kaspar von (1778–1858), preußischer Offizier und Ritter des Ordens Pour le Mérite
- Wedel, Heinrich von (1784–1861), preußischer General der Kavallerie
- Wedel, Henning von (* 1945), deutscher Rechtsanwalt
- Wedel, Hermann von (1813–1894), preußischer Generalleutnant, Kommandant der Festung Königsberg
- Wedel, Hermann von (1814–1896), preußischer Generalmajor
- Wedel, Hermann von (1848–1913), preußischer Generalleutnant
- Wedel, Ira (* 1976), deutsche Drehbuchautorin, Autorin und Kolumnistin
- Wedel, Jakob (1931–2014), russlanddeutscher Künstler und Bildhauer
- Wedel, Janine R. (* 1957), US-amerikanische Politologin und Anthropologin
- Wedel, Joachim von (1552–1609), deutscher Gutsbesitzer und Annalist
- Wedel, Johann Adolph (1675–1747), deutscher Mediziner
- Wedel, Johann von (1679–1742), preußischer Generalmajor
- Wedel, Johanna Marianne von (1750–1815), Hofdame der Herzogin Louise
- Wedel, Juan (1944–2013), costa-ricanischer Bogenschütze
- Wedel, Jürgen Ernst von (1597–1661), schwedischer General und Gesandter
- Wedel, Karl Alexander von (1741–1807), preußischer Generalmajor und Chef des Infanterieregiments Nr. 10
- Wedel, Karl Ernst (1813–1902), deutscher KonditorKarl Ernst Wedel (1813–1902)

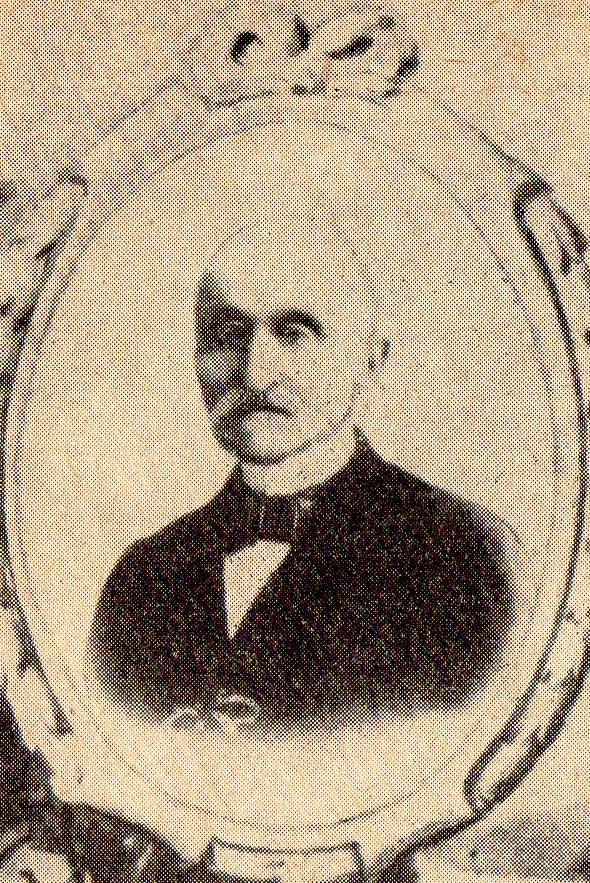
Karl Ernst Wedel (1813–1902)

- Wedel, Karl Friedrich von (1814–1890), preußischer Generalmajor und zuletzt Kommandeur von Koblenz
- Wedel, Karl von (1783–1858), preußischer Generalleutnant und Gutsherr
- Wedel, Karl von (1842–1919), deutscher Militärdiplomat, kaiserlicher Statthalter von Elsaß-Lothringen
- Wedel, Karl-Wilhelm (1925–2017), deutscher Admiralarzt der Bundesmarine
- Wedel, Kassandra (* 1984), deutsche Tänzerin, Hip-Hop-Tanztrainerin und Schauspielerin
- Wedel, Konrad Heinrich von (1741–1813), preußischer Generalmajor
- Wedel, Krzysztof Tuczyński de (1565–1649), polnischer Senator
- Wedel, Kurt von (1846–1927), Gutsbesitzer und preußischer Politiker
- Wedel, Leopold (* 1941), österreichischer Politiker (SPÖ) und Bezirksvorsteher
- Wedel, Ludwig (1909–1993), deutscher Politiker (SPD), MdL
- Wedel, Lupold von (* 1544), deutscher Kriegsberichterstatter und Reiseschriftsteller
- Wedel, Magnus von (1806–1885), deutscher Landrat und Politiker
- Wedel, Maria von (1855–1913), deutsche Schriftstellerin
- Wedel, Mathias (* 1953), deutscher Journalist und Schriftsteller, inoffizieller Mitarbeiter der DDR-Staatssicherheit
- Wedel, Matthias († 1465), deutscher Rechtsgelehrter
- Wedel, Max von (1850–1906), persischer General und Generaldirektor der persischen Post
- Wedel, Oskar von (1835–1908), Jurist, Hofbeamter
- Wedel, Otto Joachim Moritz von (1752–1794), sachsen-weimarischer Oberforstmeister
- Wedel, Otto von (1769–1813), preußischer Offizier und Träger des Militärordens Pour le Mérite
- Wedel, Rüdiger von († 1754), russischer General
- Wedel, Sebastian George von (1745–1808), preußischer Landrat
- Wedel, Stanisław Krzysztof Tuczyński de († 1695), polnischer Offizier und Senator
- Wedel, Wedego von (1899–1945), deutscher Verwaltungsbeamter
- Wedel, Wilhelm von (1837–1912), preußischer Offizier und Landrat
- Wedel, Wilhelm von (1891–1939), deutscher Polizeipräsident und SS-Brigadeführer
- Wedel-Bérard, Elisabeth von (1848–1905), deutsche Schriftstellerin
- Wedel-Friedland, Georg von († 1580), Besitzer der Herrschaft Friedland, Johanniterkomtur und Landvogt zu Schivelbein
- Wedel-Friis, Erhard von (1710–1786), königlich-dänischer Generalleutnant, Diplomat und Träger des Elephanten-Ordens
- Wedel-Gödens, Clemens von (1866–1945), deutscher Verwaltungsbeamter, Parlamentarier und Rittergutsbesitzer
- Wedel-Gödens, Erhard von (1861–1931), deutscher Verwaltungsbeamter, Rittergutsbesitzer und Politiker
- Wedel-Jarlsberg, Erhard Friedrich von (1668–1740), dänischer General, kommandierender General in Norwegen, Oberkommandant von Oldenburg, Begründer der Linie Wedel-Evenburg-Gödens
- Wedel-Jarlsberg, Ferdinand (1781–1857), norwegischer Generalleutnant und Oberkommandierender der Armee
- Wedel-Jarlsberg, Ferdinand Julius (1823–1907), norwegischer Kapitän, in der norwegischen Marine tätig und als Ausbilder in der österreichischen k.u.k. Marine
- Wedel-Jarlsberg, Friedrich Anton von (1694–1738), königlich dänischer Generalmajor und Chef des Oldenburgischen Infanterie-Regiments
- Wedel-Jarlsberg, Friedrich Wilhelm von (1724–1790), dänischer Statthalter und Schriftsteller
- Wedel-Jarlsberg, Georg Ernst von (1666–1717), dänischer Gouverneur
- Wedel-Jarlsberg, Hermann von (1779–1840), norwegischer Politiker, Mitglied des Storting und Staatsmann
- Wedel-Neuwedell, Ernst Rüdiger von (1631–1704), Direktor des Berliner Kammergerichts
- Wedel-Neuwedell, Hasso Adam von (1622–1678), kurbrandenburgischer Gesandter
- Wedel-Neuwedell, Rüdiger von († 1592), neumärkischer Dorfgründer
- Wedel-Parlow, Albert Otto von (1793–1866), Landrat des Kreises Angermünde
- Wedel-Parlow, Karl von (1873–1936), deutscher Politiker (NSDAP), MdR, MdL
- Wedel-Parlow, Ludolf von (1890–1970), deutscher Literaturwissenschaftler und Gutsbesitzer
- Wedel-Parlow, Winfried von (1918–1977), deutscher Kommunalpolitiker
- Wedel-Piesdorf, Karl von (1845–1917), deutscher Verwaltungsjurist im Königreich Preußen
- Wedelich, Michel († 1556), Dresdner Ratsherr und Bürgermeister
- Wedelin, Erik (1850–1881), schwedischer Landschaftsmaler der Düsseldorfer Schule
- Wedell, Abraham (1844–1891), deutscher Rabbiner
- Wedell, Busso von (1804–1874), preußischer Finanzbeamter und Regierungspräsident
- Wedell, Charlotte (1862–1953), dänische Mathematikerin
- Wedell, Erich (1888–1983), deutscher Rechtsanwalt
- Wedell, Ernst Sigismund von (1704–1758), preußischer Major und Kommandeur eines Grenadierbataillons
- Wedell, Florian (* 1991), deutscher Basketballtrainer
- Wedell, Georg von (1820–1894), preußischer Generalleutnant
- Wedell, Harald (* 1941), deutscher Wirtschaftswissenschaftler und Fachbuchautor
- Wedell, Irene (1939–2017), deutsche Malerin, Zeichnerin und Modeschöpferin
- Wedell, Tilo, deutscher Jazzmusiker (Kontrabass, auch Tuba, Gesang)
- Wedell, Wilhelm von (1801–1866), preußischer Oberpräsident
- Wedell-Malchow, Friedrich von (1823–1890), deutscher Jurist und Politiker, MdR
- Wedell-Piesdorf, Wilhelm von (1837–1915), deutscher Verwaltungsjurist, MdR
- Wedell-Wedellsborg, Anne (* 1947), dänische Sinologin
- Wedells, Siegfried (1848–1919), deutscher Unternehmer und Kunstsammler
- Wedelstädt, Helmuth von (1902–1988), deutscher Rechtsanwalt und Politiker (NSDAP, FDP), Landeshauptmann der Provinz Ostpreußen (1936–1941)
- Wedelstaedt, Carl von (1864–1959), Oberbürgermeister von Gelsenkirchen
- Wedem Arad, Neguse Negest (Kaiser) von Äthiopien
- Wedemann, Frauke Katharina (* 1977), deutsche Juristin
- Wedemann, Johannes Heinrich († 1685), deutscher Kanzler
- Wedemeier, Klaus (* 1944), deutscher Politiker (SPD), MdBB, Bürgermeister von BremenKlaus Wedemeier (* 1944)

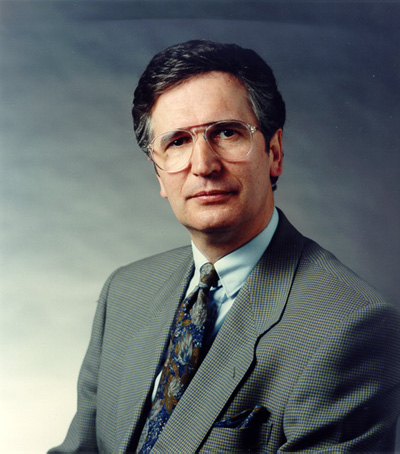
Klaus Wedemeier (* 1944)

- Wedemeier, Ute (* 1948), deutsche Sozialpolitikerin (SPD)
- Wedemeyer, Adolf (1793–1869), deutscher Jurist, hannoverscher Geheimrat und Staatsminister
- Wedemeyer, Albert (1897–1989), US-amerikanischer General, Hauptplaner der Invasion in der Normandie
- Wedemeyer, André (1875–1958), deutscher Japanologe und Sinologe
- Wedemeyer, August (1867–1945), deutscher Mathematiker und Ministerialrat
- Wedemeyer, Christian Friedrich (1747–1828), deutscher Oberamtmann
- Wedemeyer, Clemens von (* 1974), deutscher Filmemacher und Videokünstler
- Wedemeyer, Conrad von (1870–1947), deutscher Verwaltungsbeamter
- Wedemeyer, Conrad Werner (1662–1732), deutscher Gutsbesitzer, Königlich Großbritannischer und Kurfürstlich Braunschweigisch Lüneburgischer Oberamtmann zu Lauenstein
- Wedemeyer, Franz Justus (1745–1819), Abgeordneter der Reichsstände des Königreichs Westphalen
- Wedemeyer, Georg Ludwig Heinrich Karl (1790–1829), kurhannoverischer Arzt und Physiologe
- Wedemeyer, Georg Ludwig von (1781–1867), deutscher Jurist, Gutsbesitzer und Politiker
- Wedemeyer, Haimar (1906–1998), deutscher Olympiateilnehmer, Marineoffizier und Verwaltungsjurist
- Wedemeyer, Hannelore (* 1941), deutsche Modedesignerin
- Wedemeyer, Hans (1922–1982), deutscher Ministerialbeamter
- Wedemeyer, Hans von (1888–1942), deutscher Großgrundbesitzer und Mitarbeiter Franz von Papens
- Wedemeyer, Heiner (* 1967), deutscher Internist und Hochschullehrer
- Wedemeyer, Heinrich (1867–1941), deutscher Bildhauer
- Wedemeyer, Heinrich Friedrich (1783–1861), Göttinger Galanteriewarenhändler, Porzellan- und Glasmaler
- Wedemeyer, Herman (1924–1999), US-amerikanischer Schauspieler, Sportler und Politiker
- Wedemeyer, Joelle (* 1996), deutsche FußballspielerinJoelle Wedemeyer (* 1996)

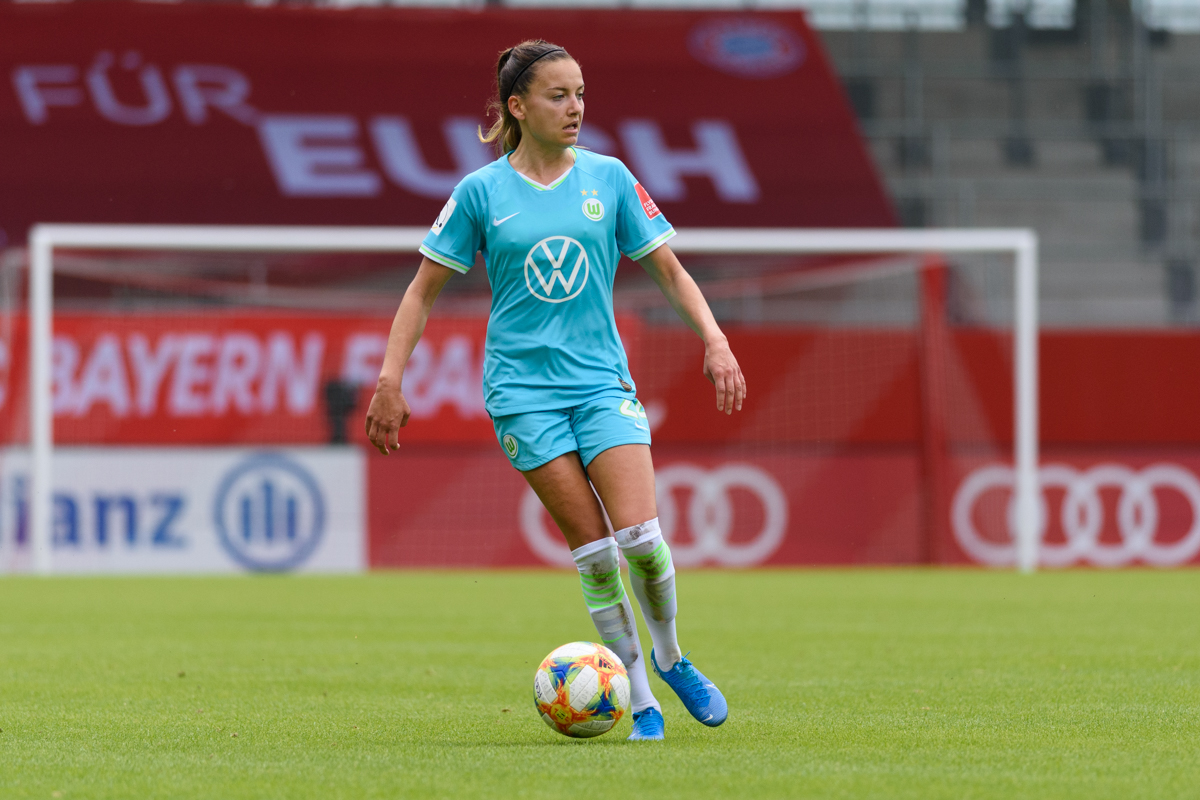
Joelle Wedemeyer (* 1996)

- Wedemeyer, Konrad der Ältere (1533–1598), Jurist und braunschweig-lüneburgischer Großvogt zum Calenberg
- Wedemeyer, Ludwig von (1819–1875), deutscher Jurist, Rittergutsbesitzer und Politiker
- Wedemeyer, Manfred (1931–2009), deutscher Schriftsteller, Volkswirt und Volkshochschulleiter
- Wedemeyer, Maria von (1924–1977), deutsche Informatikerin und Managerin
- Wedemeyer, Max (1911–1994), deutscher evangelischer Pastor und Schriftsteller
- Wedemeyer, Werner (1870–1934), deutscher Rechtswissenschaftler
- Wedemeyer, William (1873–1913), US-amerikanischer Politiker
- Wedemeyer-Kolwe, Bernd (* 1961), deutscher Sportwissenschaftler und Volkskundler
- Wedemhof, Bernhard (1581–1627), deutscher Politiker, Diplomat und Ratsherr der Hansestadt Lübeck
- Wedemhof, Heinrich (1524–1589), Kaufmann und Ratsherr der Hansestadt Lübeck
- Wedemhof, Heinrich (1584–1651), deutscher Politiker und Bürgermeister der Hansestadt Lübeck
- Wedemhof, Heinrich (1617–1674), deutscher Politiker und Ratsherr der Hansestadt Lübeck
- Wedemhove, Ferdinand († 1708), kurkölnischer Richter und Hofmaler
- Weden, Julia (* 1968), deutsche Schauspielerin und Schauspieldozentin
- Wedenejew, Boris Jewgenjewitsch (1885–1947), russisch-sowjetischer Wasserbauingenieur
- Wedenejewa, Nina Jewgenjewna (1882–1955), russisch-sowjetische Physikerin und Hochschullehrerin
- Wedenig, Dietmar (* 1944), österreichischer Politiker (SPÖ), Landtagsabgeordneter und Bundesrat
- Wedenig, Ferdinand (1896–1975), österreichischer Politiker (SPÖ), Abgeordneter zum Nationalrat
- Wedenig, Karl (1921–1986), österreichischer Politiker (ÖVP) und Gewerkschaftssekretär
- Wedenin, Wjatscheslaw Petrowitsch (1941–2021), sowjetischer Skilangläufer
- Wedenina, Darja Sergejewna (* 1991), russische Skilangläuferin
- Wedepohl, Edgar (1894–1983), deutscher Architekt, Bauforscher und Hochschullehrer
- Wedepohl, Gerhard (1893–1930), deutscher Maler, Zeichner, Radierer und Illustrator
- Wedepohl, Karl Hans (1925–2016), deutscher Geochemiker
- Wedepohl, Theodor (1863–1931), deutsch-amerikanischer Landschafts- und Genremaler
- Weder di Mauro, Beatrice (* 1965), schweizerisch-italienische ÖkonominBeatrice Weder di Mauro (* 1965)

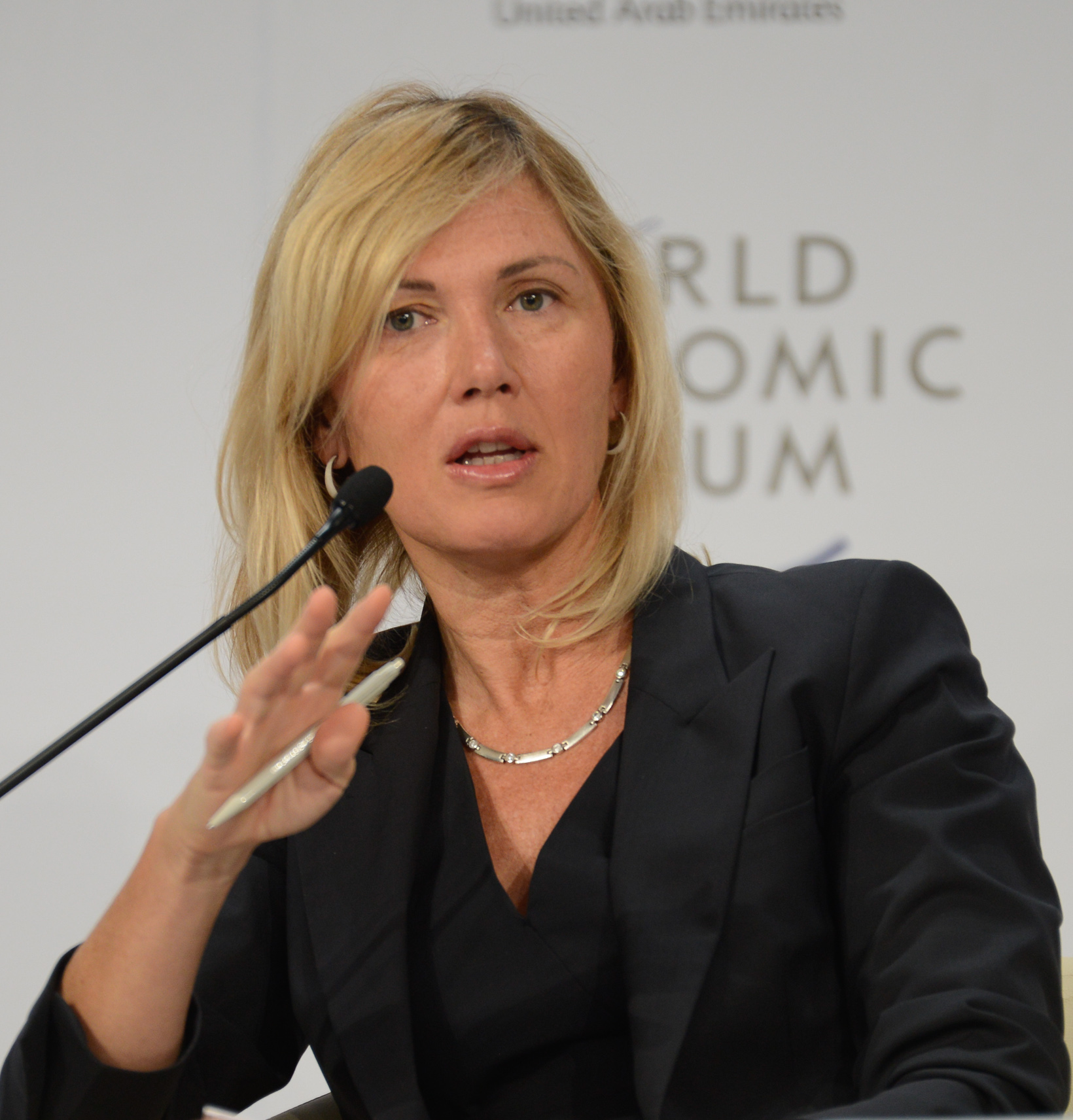
Beatrice Weder di Mauro (* 1965)

- Weder, Christine (* 1974), Schweizer Germanistin
- Weder, Daniel (* 1957), Schweizer Manager
- Weder, Dölf (* 1950), Schweizer Pfarrer, Kirchenratspräsident und Generalsekretär des europäischen CVJM-Bundes
- Weder, Gustav (* 1961), Schweizer Bobfahrer
- Weder, Hans (* 1946), Schweizer Theologe, Rektor der Universität Zürich (2000–2008)
- Weder, Hansjürg (1928–2018), Schweizer Natur- und Heimatschützer, Freiwirtschafter und Politiker (LdU)
- Weder, Johann Baptist (1800–1872), Schweizer Politiker, Journalist und Richter
- Weder, Oliver (* 1963), deutscher Dirigent
- Weder, Rolf (* 1960), Schweizer Ökonom und Professor
- Weder, Wolff-Ulrich (* 1940), deutscher Gebrauchsgrafiker und Hochschullehrer
- Wedermann, Erich (* 1908), deutscher Radrennfahrer
- Wedernikow, Alexander Alexandrowitsch (1964–2020), sowjetischer bzw. russischer Dirigent
- Wedernikow, Alexander Filippowitsch (1927–2018), sowjetischer bzw. russischer Opernsänger der Stimmlage Bass
- Wedernikow, Andrei Georgijewitsch (1959–2020), russischer Radsportler
- Wedeward, René (* 1976), deutscher Schauspieler und Theaterpädagoge
- Wedewardt, Heinz (1928–2014), deutscher Fotograf und Hochschullehrer
- Wedewardt, Lea (* 1987), deutsche Kindheitspädagogin und Fachbuchautorin
- Wedewer, Hermann (1811–1871), deutscher Jurist und Politiker
- Wedewer, Josef (1896–1979), deutscher Maler
- Wedewer, Rolf (1932–2010), deutscher Kunsthistoriker, Museumsdirektor und Kurator

### Wedg
- Wedge, Chris (* 1957), US-amerikanischer Regisseur und DrehbuchschreiberChris Wedge (* 1957)

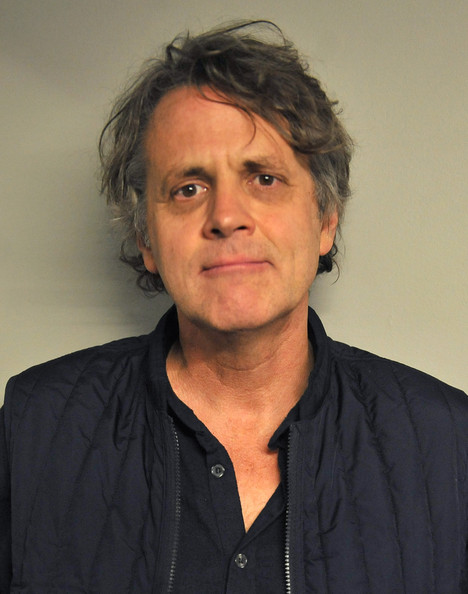
Chris Wedge (* 1957)

- Wedge, Don (1929–2012), US-amerikanischer Schiedsrichter im American Football
- Wedge, Edwin (1911–1994), US-amerikanischer Eisschnellläufer
- Wedgewood, Scott (* 1992), kanadischer Eishockeytorwart
- Wedgeworth, Ann (1934–2017), US-amerikanische Schauspielerin
- Wedgwood, Camilla (1901–1955), britische Anthropologin
- Wedgwood, Cicely Veronica (1910–1997), englische Historikerin
- Wedgwood, Enoch (1813–1879), englischer Unternehmer
- Wedgwood, James Ingall (1883–1951), englischer Freimaurer, Theosoph, Priester und Erzbischof der Liberalkatholischen Kirche
- Wedgwood, Josiah (1730–1795), britischer Unternehmer
- Wedgwood, Josiah, 1. Baron Wedgwood (1872–1943), britischer Politiker, Unterhausabgeordneter und Peer
- Wedgwood, Piers, 4. Baron Wedgwood (1954–2014), britischer Peer und Politiker (Conservative Party)
- Wedgwood, Ruth (* 1949), US-amerikanische Juristin
- Wedgwood, Thomas (1771–1805), britischer Pionier der Fototechnik

### Wedh
- Wedholm, Eskil (1891–1959), schwedischer Schwimmer
- Wedhorn, Tanja (* 1971), deutsche SchauspielerinTanja Wedhorn (* 1971)

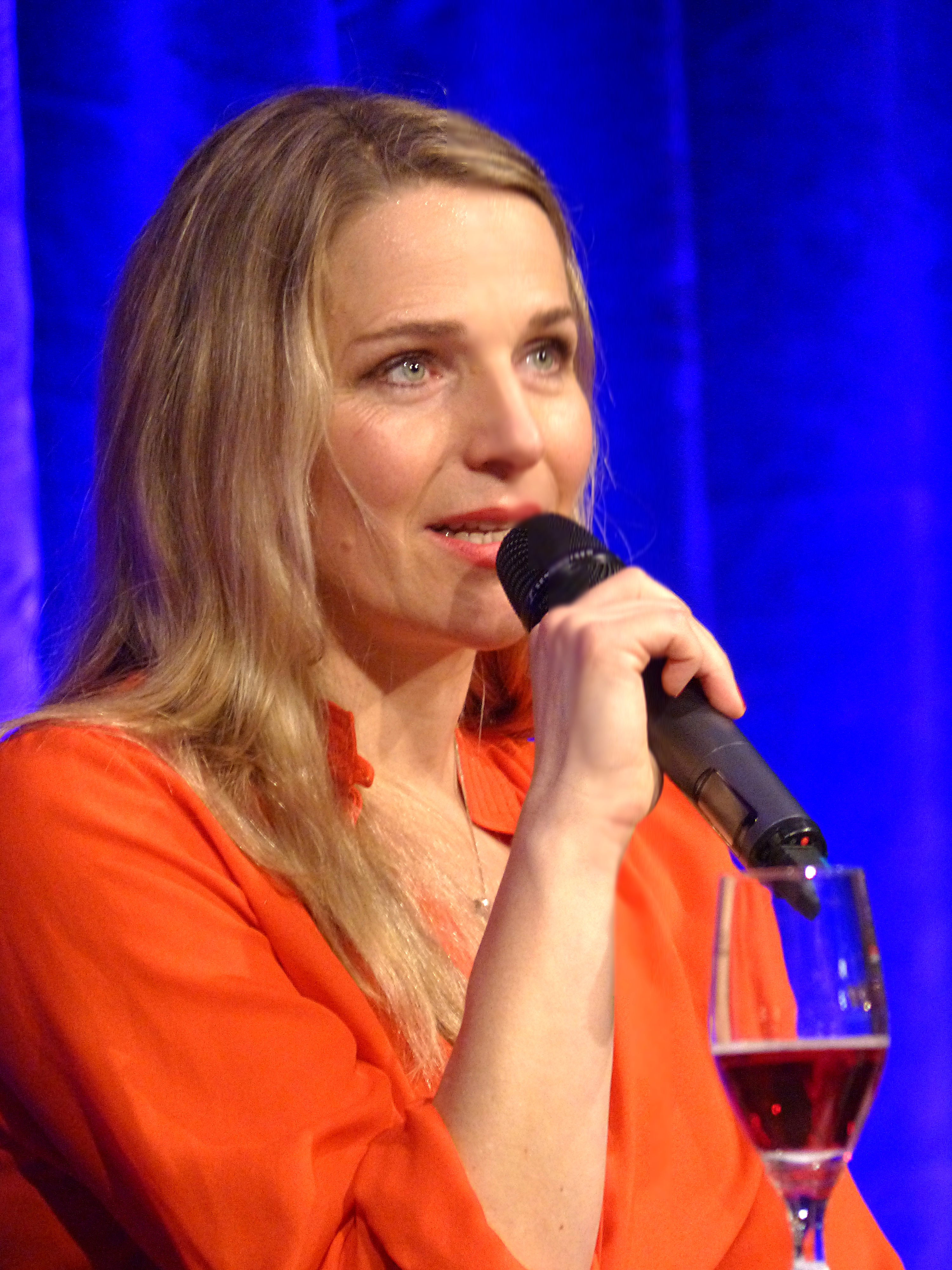
Tanja Wedhorn (* 1971)

- Wedhorn, Torsten (* 1970), deutscher Mathematiker

### Wedi
- Wedig, Johann Hieronymus von (1665–1712), deutscher Pädagoge und lutherischer Theologe
- Wedig, Maria (* 1984), deutsche Theater- und Fernsehschauspielerin
- Wedin, Butch (* 1940), amerikanischer Skispringer

### Wedj
- Wedjakow, Anatoli Stepanowitsch (1930–2009), sowjetisch-russischer Geher
- Wedjaschewa, Olga Wiktorowna (* 1970), sowjetisch-kasachische Skirennläuferin
- Wedjebten, Königin der altägyptischen 6. Dynastie

### Wedl
- Wedl, Alexander (* 1969), deutscher Eishockeyspieler
- Wedl, Carl (1815–1891), österreichischer Pathologe
- Wedl, Johann (1928–2009), österreichischer Politiker (SPÖ), Landtagsabgeordneter
- Wedl, Josef (1835–1901), österreichischer Politiker, Landtagsabgeordneter
- Wedl, Lukas (* 1995), österreichischer Fußballspieler
- Wedl-Wilson, Sarah (* 1969), britisch-österreichische Kulturmanagerin und PolitikerinSarah Wedl-Wilson (* 1969)

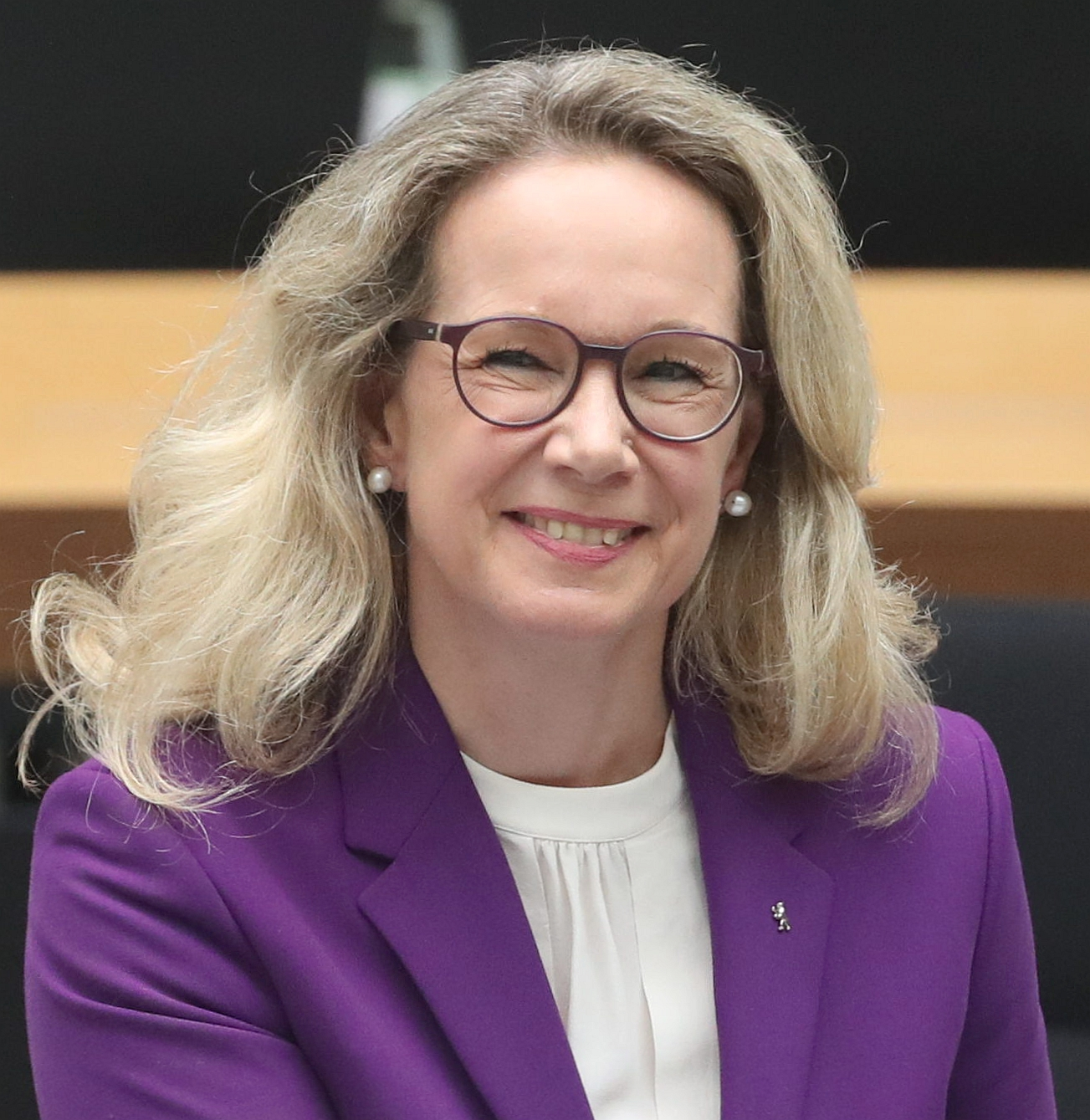
Sarah Wedl-Wilson (* 1969)

- Wedler, Alexander (* 1971), deutscher Volleyballspieler
- Wedler, Bernhard (1895–1975), deutscher Bauingenieur
- Wedler, Gerd (1929–2008), deutscher Chemiker
- Wedler, Heinz (1927–2012), deutscher Unternehmensleiter, erste Generaldirektor des Kombinats Mikroelektronik Erfurt
- Wedler, Luna (* 1999), Schweizer SchauspielerinLuna Wedler (* 1999)

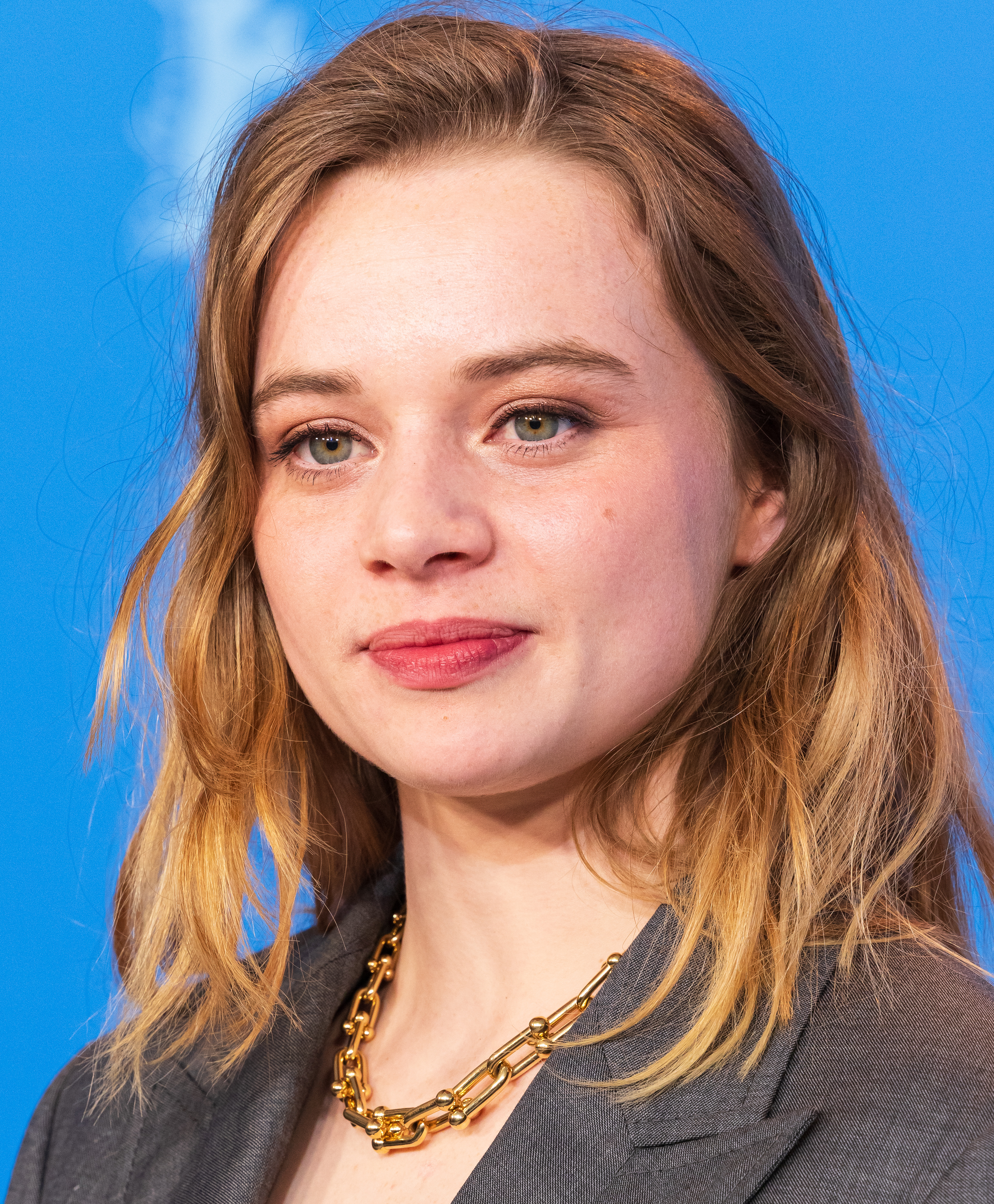
Luna Wedler (* 1999)

- Wedler, Markus (* 1976), deutscher Basketballspieler
- Wedler, Rainer (* 1942), deutscher Schriftsteller
- Wedler, Weronika (* 1989), polnische Sprinterin
- Wedler, Willy (* 1943), deutscher Politiker (FDP), MdBB
- Wedlich, Doris (1953–2020), deutsche Zoologin
- Wedlock, Billy (1880–1965), englischer Fußballspieler
- Wedlund, Sara (1975–2021), schwedische Langstreckenläuferin

### Wedm
- Wedmann, Wilfriedt (1948–2021), kanadischer Leichtathlet

### Wedn
- Wednesday 13 (* 1976), amerikanischer Musiker
- Wednesday, Ash, australischer Musiker

### Wedo
- Wedow, Mandy (* 1987), deutsche Gewichtheberin

### Wedr
- Wedra, Rudolf (1863–1934), österreichischer Politiker (GdP, DnP), Abgeordneter zum Nationalrat
- Wedrich, Heinrich (1835–1904), böhmischer Industrieller, Kunstsammler, Museumsgründer und Mäzen der Stadt Leipa
- Wedrow, Wsewolod Simonowitsch (1902–1983), russischer Aerodynamiker und Hochschullehrer